# Богданівський степ
Богда́нівський степ — ботанічна пам'ятка природи місцевого значення в Україні. Розташована на південний захід від села Колодрібка Чортківського району Тернопільської області, на лівому віддаленому схилі долини річки Дністер.
Площа 7,76 га. Оголошений об'єктом природно-заповідного фонду рішенням виконкому Тернопільської обласної ради від 13 грудня 1971 року № 645 зі змінами, затвердженими рішенням Тернопільської обласної ради від 27 квітня 2001 року № 238. Перебуває у віданні Заліщицької міської громади.
Входить до складу національного природного парку «Дністровський каньйон». Під охороною — лучно-степові та скельно-осипні фітоценози. Місце оселення корисної ентомофауни.